# Hans Heyer

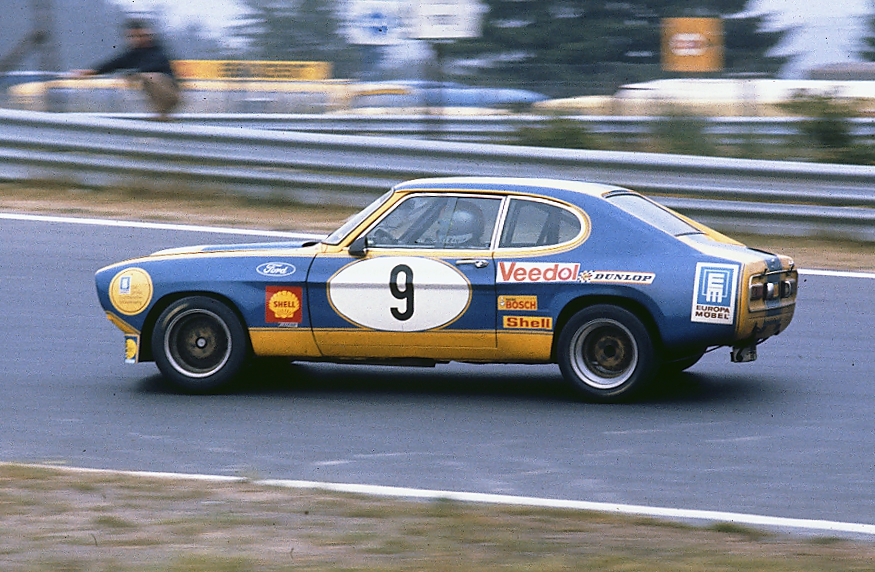
Hans Heyer i en Ford Capri på Nürburgring 1973.

Hans Heyer, född 16 mars 1943 i Mönchengladbach, är en tysk racerförare.

## Racingkarriär
Heyer startade sin karriär i karting och blev holländsk mästare 1962. Han körde standardvagnsracing för Zakspeed och blev europamästare 1974. Därefter vann han Deutsche Rennsport Meisterschaft två år i rad 1975 och 1976, samt en tredje gång 1980.
Heyer testade formelbil 1976 i formel 2. 1977 försökte han kvala in till Tysklands Grand Prix, utan framgång. Han lyckades ändå starta längst bak i fältet, men blev snabbt diskvalificerad. 
Heyer körde även sportvagnsracing och vann bland annat Sebring 12-timmars 1984. Han drog sig tillbaka från motorsporten 1989.

## F1-karriär
| Säsong | Stall/Tillverkare | Poäng | Placering |
| ------ | ----------------- | ----- | --------- |
| 1977   | ATS Racing Team   | 0     | -         |